# Tour de Pologne 1992
49. edycja wyścigu kolarskiego Tour de Pologne odbyła się w dniach 29 sierpnia – 6 września 1992. Rywalizację rozpoczęło 104 kolarzy, a ukończyło 55. Łączna długość wyścigu – 1161 km.
Pierwsze miejsce w klasyfikacji generalnej zajął Dariusz Baranowski (Sonia Gdańsk), drugie Raimondas Rumšas (Litwa), a trzecie Igor Pastaukhowicz (Białoruś). 
Nagrodą główną za zwycięstwo w TdP był po raz pierwszy nie Fiat 126p, lecz Polonez Caro, w tym przypadku koloru białego. Sędzią głównym wyścigu był William Tarran (Wielka Brytania).
Była to ostatnia edycja Tour de Pologne jako wyścigu amatorskiego. Począwszy od 50. edycji wyścig ten jest rozgrywany był w formule "open" z coraz większym udziałem kolarzy zawodowych.

## Etapy
| Etap      | Data        | Start - meta              | Długość (km) | Typ         | Zwycięzca etapu                                                 | Lider                                 |
| prolog    | 29 sierpnia | Częstochowa               | 4,2 (jazda druż. na czas)-(o zieloną koszulkę) 14,0 (o białą koszulkę) 14,0 (o fioletową koszulkę) 12,6 (o żółtą koszulkę) | płaski      | Litwa · Radosław Romanik · Krystian Zajdel · Saulius Sarkauskas | Raimondas Rumšas - Saulius Sarkauskas |
| I etap    | 30 sierpnia | dookoła Częstochowy       | 144 | płaski      | Grzegorz Piwowarski                                             | Grzegorz Piwowarski                   |
| II etap   | 31 sierpnia | Częstochowa - Kielce      | 205 | płaski      | Sławomir Frejowski                                              | Grzegorz Piwowarski                   |
| III etap  | 1 września  | Kielce – Wieliczka        | 183 | pagórkowaty | Raimondas Rumšas                                                | Raimondas Rumšas                      |
| IV etap   | 2 września  | Wieliczka - Bielsko-Biała | 155 | pagórkowaty | Artur Krzeszowiec                                               | Raimondas Rumšas                      |
| V etap    | 3 września  | dookoła Bielska-Białej    | 158 | pagórkowaty | Dariusz Wojciechowski                                           | Raimondas Rumšas                      |
| VI etap   | 4 września  | Bielsko-Biała - Rybnik    | 147 | pagórkowaty | Witalij Werewko                                                 | Raimondas Rumšas                      |
| VII etap  | 5 września  | Rybnik - Nysa             | 130 | górski      | Krystian Zajdel                                                 | Raimondas Rumšas                      |
| VIII etap | 6 września  | Nysa - Głuchołazy - Nysa  | 39 (jazda ind. na czas) | górski      | Dariusz Baranowski                                              | Dariusz Baranowski                    |

## Końcowa klasyfikacja generalna

### Klasyfikacja indywidualna
| Poz. | Zawodnik            | Kraj     | Zespół           | Czas (średnia km/h)       |
| ---- | ------------------- | -------- | ---------------- | ------------------------- |
| 1.   | Dariusz Baranowski  | Polska   | Sonia Wałbrzych  | 29h 11' 05" (39,230 km/h) |
| 2.   | Raimondas Rumšas    | Litwa    | Litwa            | +00' 09"                  |
| 3.   | Igor Pastaukhowicz  | Białoruś | Białoruś         | +01' 40"                  |
| 4.   | Grzegorz Piwowarski | Polska   | Legia Warszawa   | +01' 44"                  |
| 5.   | Piotr Korab         | Polska   | Damis Szurkowski | +03' 05"                  |
| 6.   | Oleg Gałkin         | Ukraina  | Ukraina          | +03' 31"                  |
| 7.   | Mariusz Bilewski    | Polska   | Priw-Bud         | +04' 37"                  |
| 8.   | Piotr Wadecki       | Polska   | Flota Gdynia     | +02' 05"                  |
| 9.   | Kestutis Stakenas   | Litwa    | Litwa            | +05' 49"                  |
| 10.  | Aleksander Szarapow | Białoruś | Białoruś         | +06' 31"                  |

### Klasyfikacja drużynowa
| 1. | Litwa            | 87h 45' 51" |
| 2. | Białoruś         | +10' 30"    |
| 3. | Ukraina          | +17' 17"    |
| 4. | Damis-Szurkowski | +19' 19"    |
| 5. | Legia Warszawa   | +19' 43"    |

### Klasyfikacja najaktywniejszych
| 1. | Krystian Zajdel    | Polska   | 31 pkt |
| 2. | Saulius Beneta     | Litwa    | 20 pkt |
| 3. | Igor Patenko       | Białoruś | 12 pkt |
| 4. | Jarosław Chojnacki | Polska   | 9 pkt  |
| 5. | Raimondas Rumšas   | Litwa    | 8 pkt  |

### Klasyfikacja górska
| 1. | Dariusz Baranowski | Polska   | 29 pkt |
| 2. | Raimondas Rumšas   | Litwa    | 27 pkt |
| 3. | Radosław Romanik   | Polska   | 13 pkt |
| 4. | Igor Patenko       | Białoruś | 8 pkt  |
| 5. | Saulius Sarkauskas | Litwa    | 6 pkt  |

### Klasyfikacja punktowa
(od 2005 roku koszulka granatowa)
| 1. | Igor Pastaukhowicz | Białoruś | 37 pkt |
| 2. | Krystian Zajdel    | Polska   | 33 pkt |
| 3. | Dariusz Baranowski | Polska   | 32 pkt |
| 4. | Artur Krzeszowiec  | Polska   | 31 pkt |
| 5. | Raimondas Rumšas   | Litwa    | 30 pkt |